# St. Croix Falls (Wisconsin)
St. Croix Falls es una ciudad ubicada en el condado de Polk en el estado estadounidense de Wisconsin. En el Censo de 2010 tenía una población de 2.133 habitantes y una densidad poblacional de 172,58 personas por km².

## Geografía
St. Croix Falls se encuentra ubicada en las coordenadas 45°24′36″N 92°37′33″O / 45.41000, -92.62583. Según la Oficina del Censo de los Estados Unidos, St. Croix Falls tiene una superficie total de 12.36 km², de la cual 12.09 km² corresponden a tierra firme y (2.2%) 0.27 km² es agua.

## Demografía
Según el censo de 2010, había 2.133 personas residiendo en St. Croix Falls. La densidad de población era de 172,58 hab./km². De los 2.133 habitantes, St. Croix Falls estaba compuesto por el 96.72% blancos, el 0.33% eran afroamericanos, el 0.47% eran amerindios, el 0.56% eran asiáticos, el 0% eran isleños del Pacífico, el 0.42% eran de otras razas y el 1.5% pertenecían a dos o más razas. Del total de la población el 1.78% eran hispanos o latinos de cualquier raza.